# Eccipiente
Un eccipiente è una sostanza (diversa dal principio attivo) usata nella produzione di una forma farmaceutica.
La funzione degli eccipienti è quella di facilitare la produzione o l'assunzione del medicinale da parte dell'organismo. Alcuni eccipienti servono per il processo produttivo: per esempio per avere materiale sufficiente a formare le compresse è necessario un diluente oltre al principio attivo. 
Altri sono eccipienti utili alla prestazione, ad esempio i disgreganti, che gonfiandosi e rompendosi all'interno dello stomaco facilitano la liberazione del principio attivo.
Inizialmente gli eccipienti venivano considerati sostanze inerti nei confronti del principio attivo e della forma farmaceutica: in realtà, oggi si sa che alcuni materiali usati nella preparazione dei farmaci modificano il rilascio del principio attivo dalla forma farmaceutica e non sono chimicamente inerti.
Quasi tutte le forme farmaceutiche contengono uno o più eccipienti.

## Classificazione
Gli eccipienti possono essere classificati in vari modi ma la via più comoda è forse quella che li suddivide in base al ruolo che essi svolgono nella preparazione della forma farmaceutica finita:
- diluente, sostanze che vengono aggiunte quando la massa del principio attivo non è sufficiente per la preparazione del farmaco;
- assorbente, materiali aggiunti alle preparazioni allo scopo di assorbire l'umidità prevenendo il deterioramento del principio attivo; si chiamano anche essiccanti.
- adsorbente, sostanze in grado di trattenere notevoli quantità di liquidi, destinati ad essere inseriti in formulazioni solide (per esempio compressa);
- lubrificante, ulteriormente suddivisi in:
  - lubrificanti veri e propri, quelli che abbassano le forze d'attrito in un processo di compressione
  - antiaderente;
  - glidante, quelli che migliorano lo scorrimento delle polveri;
- legante, sostanze che aumentano la proprietà di compattazione delle polveri;
- disgregante, materiali che facilitano la disgregazione delle forme farmaceutiche solide, attirando acqua; rigonfiando e rompendo la forma di dosaggio in tanti pezzetti e quindi aumentando la superficie di contatto con i liquidi biologici; detta anche area superficiale specifica
- tensioattivo, aggiunti sia a preparazioni solide in cui aumentano l'area bagnata dal solvente del prodotto e quindi la possibilità che i fluidi biologici entrino in contatto con la forma di dosaggio solida aumentando il processo di velocità di dissoluzione all'interno dell'organismo. Nelle forme farmaceutiche liquide il tensioattivo si mette per velocizzare la solubilizzazione del principio attivo nel solvente scelto.
- colorante, usati per migliorare la presentazione di alcune forme farmaceutiche (capsule), per riconoscere i prodotti durante il processo di produzione o, ancora,  per classificarli in base alla categoria terapeutica di appartenenza (spesso il colore viene scelto per esigenze di marketing);
- edulcorante - aromatizzante, aggiunti per migliorare le caratteristiche organolettiche dei prodotti, soprattutto quelli solidi e aumentare la compliance;
- antiossidante - antimicrobico, aggiunti per aumentare il periodo di conservazione del prodotto;
- polimero per modificare il tempo o il sito o la velocità di rilascio del principio attivo (preparazioni a rilascio prolungato dove viene rallentata la velocità di rilascio o gastro-resistenti in questo caso parliamo di forme di dosaggio a solubilità enterica e quindi modifico il sito di rilascio del pa).

Gli eccipienti più comuni usati per diluire le polveri di principio attivo sono i seguenti
- lattosio
- glucosio
- saccarosio
- mannite
- caolino (questo eccipiente non nasce come diluente ma viene utilizzato come antiaderente in compressione. La funzione degli antiaderenti è quella di non far appiccicare la compressa che si sta formando per schiacciamento dei punzoni al punzone stesso e agevolare la fuoriuscita della compressa dal buco dove è stata formata. Questo discorso vale anche per il talco)
- talco
  - talco-mento-canforato (1% di mentolo, 1% di canfora e 98% di talco)
  - talco-mento-salicilico (1% di mentolo, 1% di acido salicilico e 98% di talco)
- bentonite
- biossido di titanio (è un opacizzante e non un diluente serve per proteggere la forma di dosaggio dalla luce per quei principi attivi che sono fotosensibili)
- maddaleone (preparato officinale pastoso di forma cilindrica, che veniva utilizzato prima dello sviluppo dell'industria farmaceutica).